# Castelnuovo Don Bosco
Castelnuovo Don Bosco is een gemeente in de Italiaanse provincie Asti (regio Piëmont) en telt 3101 inwoners (31-12-2004). De oppervlakte bedraagt 22,0 km², de bevolkingsdichtheid is 141 inwoners per km². Het dorp is vernoemd naar Giovanni Bosco, beter bekend als Don Bosco (1815-1888), een Italiaans priester en naamgever van de Don Bosco-bewegingen in de Katholieke kerk. Voorheen heette het dorp Castelnuovo d'Asti.

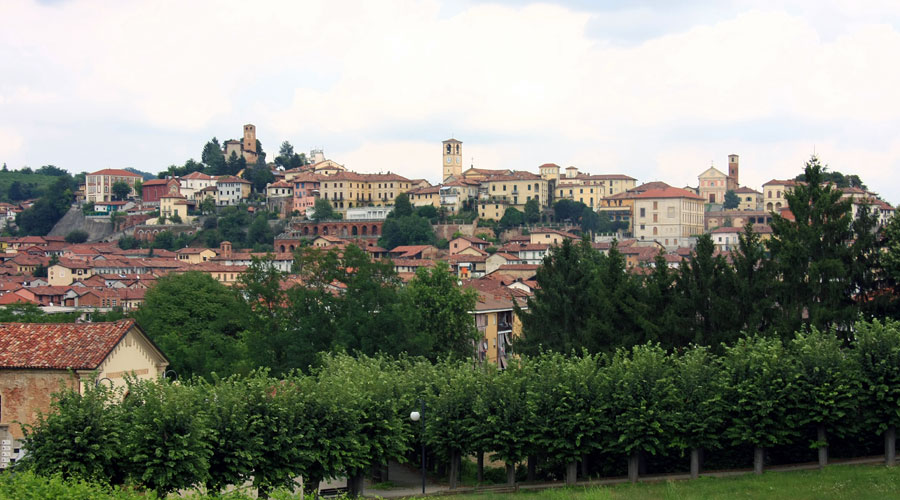
Uitzicht over Castelnuovo Don Bosco
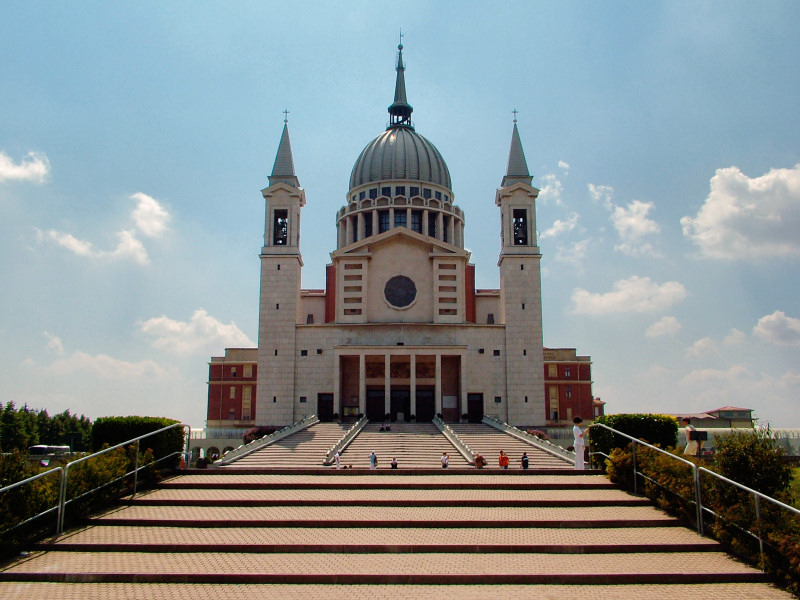
Basilica Castelnuovo Don Bosco
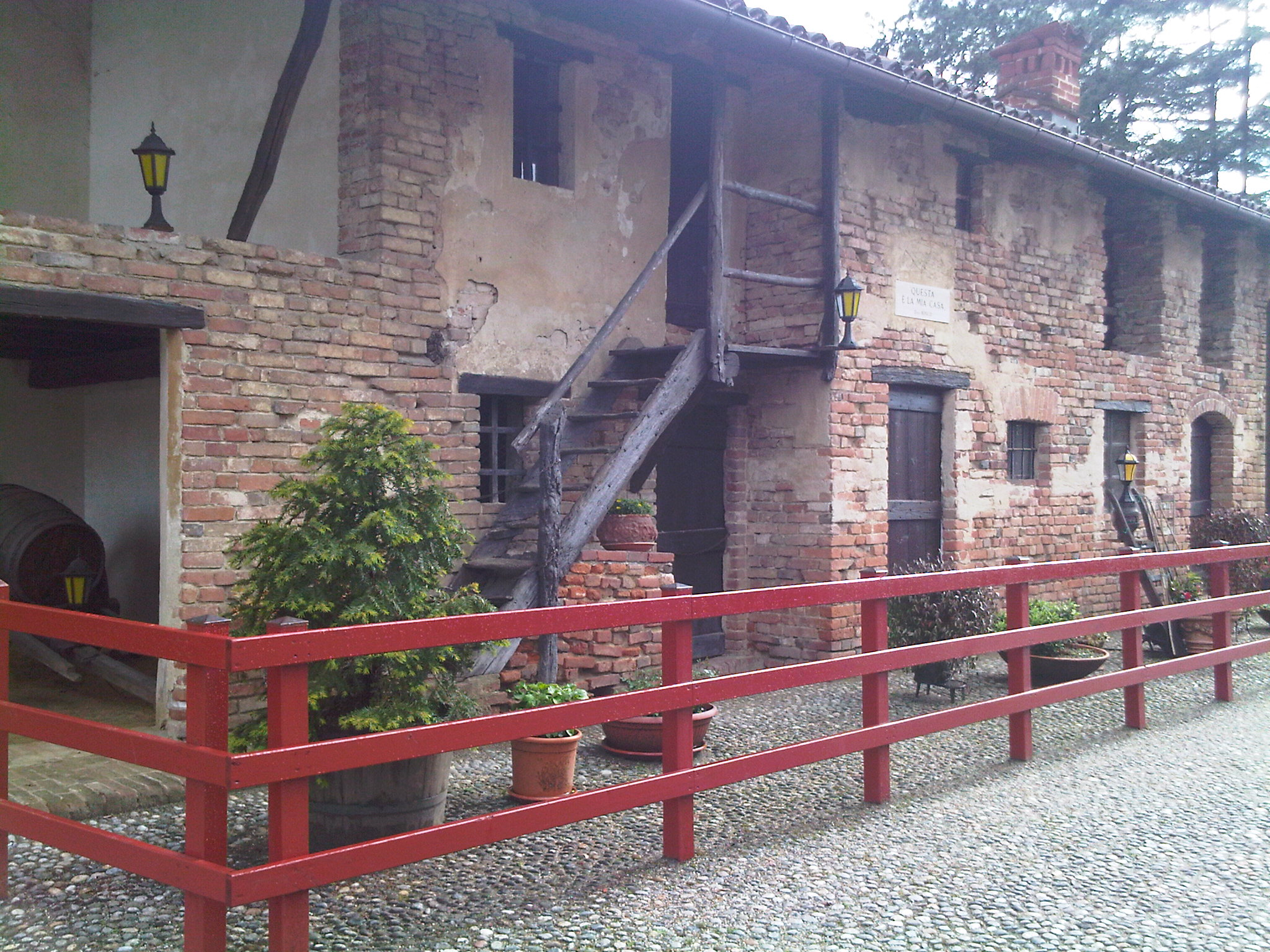
Woning waar Don Bosco in zijn jeugd woonde in het gehucht Becchi

## Demografie
Castelnuovo Don Bosco telt ongeveer 1309 huishoudens. Het aantal inwoners steeg in de periode 1991-2001 met 8,8% volgens cijfers uit de tienjaarlijkse volkstellingen van ISTAT.
| Jaar | Inwoneraantal |
| ---- | ------------- |
| 1991 | 2793          |
| 2001 | 3038          |

## Geografie
Castelnuovo Don Bosco grenst aan de volgende gemeenten: Albugnano, Buttigliera d'Asti, Capriglio, Moncucco Torinese, Moriondo Torinese (TO), Passerano Marmorito, Pino d'Asti.

## Trivia
Het dorp wordt soms ook Terra dei Santi genoemd. Uit die kleine dorp zijn immers 5 heiligen en zaligen voort gekomen: de heilige Don Bosco, de heilige Dominiek Savio, de heilige Giuseppe Cafasso, de zalige Giuseppe Allamano en de dienaar Gods kardinaal Giovanni Cagliero. 
Agliano Terme · Albugnano · Antignano · Aramengo · Asti · Azzano d'Asti · Baldichieri d'Asti · Berzano di San Pietro · Bruno · Bubbio · Buttigliera d'Asti · Calamandrana · Calliano · Calosso · Camerano Casasco · Canelli · Cantarana · Capriglio · Casorzo · Cassinasco · Castagnole Monferrato · Castagnole delle Lanze · Castel Boglione · Castel Rocchero · Castell'Alfero · Castellero · Castelletto Molina · Castello di Annone · Castelnuovo Belbo · Castelnuovo Calcea · Castelnuovo Don Bosco · Cellarengo · Celle Enomondo · Cerreto d'Asti · Cerro Tanaro · Cessole · Chiusano d'Asti · Cinaglio · Cisterna d'Asti · Coazzolo · Cocconato · Corsione · Cortandone · Cortanze · Cortazzone · Cortiglione · Cossombrato · Costigliole d'Asti · Cunico · Dusino San Michele · Ferrere · Fontanile · Frinco · Grana · Grazzano Badoglio · Incisa Scapaccino · Isola d'Asti · Loazzolo · Maranzana · Maretto · Moasca · Mombaldone · Mombaruzzo · Mombercelli · Monale · Monastero Bormida · Moncalvo · Moncucco Torinese · Mongardino · Montabone · Montafia · Montaldo Scarampi · Montechiaro d'Asti · Montegrosso d'Asti · Montemagno Monferrato · Montiglio Monferrato · Moransengo-Tonengo · Nizza Monferrato · Olmo Gentile · Passerano Marmorito · Penango · Piea · Pino d'Asti · Piovà Massaia · Portacomaro · Quaranti · Refrancore · Revigliasco d'Asti · Roatto · Robella · Rocca d'Arazzo · Roccaverano · Rocchetta Palafea · Rocchetta Tanaro · San Damiano d'Asti · San Giorgio Scarampi · San Martino Alfieri · San Marzano Oliveto · San Paolo Solbrito · Scurzolengo · Serole · Sessame · Settime · Soglio · Belveglio · Tigliole · Tonco · Vaglio Serra · Valfenera · Vesime · Viale · Viarigi · Vigliano d'Asti · Villa San Secondo · Villafranca d'Asti · Villanova d'Asti · Vinchio
1. ↑  https://demo.istat.it/?l=it.